# Maxakalisaurus topai
Maxakalisaurus topai es la única especie conocida del género extinto Maxakalisaurus ("lagarto de los Maxakali") de dinosaurio saurópodo, titanosauriano, que vivió a finales del período Cretácico, hace aproximadamente 80 millones de años, en el Campaniense, en lo que es hoy Sudamérica. Maxakalisaurus es el nombre dado en el 2006 a un titanosauriano hallado en Brasil a 45 kilómetros de la ciudad de Prata, en el estado de Minas Gerais hallado en 1998. El fósil pertenece a la formación Baru del cretácico tardío hace unos 80 millones de años. Los restos se excavaron cerca de la Sierra Boa Vista durante 4 temporadas entre 1998 y 2002. El nombre fue puesto en honor a la tribu Maxakali, y la especie M. topai a uno de sus dioses, Topa.
Es considerado unos de los dinosaurios más grandes encontrados en Brasil, el hallado es un ejemplar juvenil de unos 13 metros de largo y 9 toneladas de peso pero se estima que un adulto hubiera llegado a los 20 metros. Tenía un cuello y cola largos, y cosa poco usual en los saurópodos dientes con surcos. "Este es el dinosaurio más grande jamás descrito en Brasil", dijo Alexander Kellner, autor principal de la descripción científica. "Hemos encontrado los huesos de lo que parecen ser dinosaurios más grandes, pero aún no hemos podido reunirlos para descripciones científicas". Tenía un cuello y cola largos, dientes estriados algo inusual entre los saurópodos y vivió hace unos 80  millones de años . Debido a que los saurópodos parecen carecer de una competencia significativa en América del Sur , evolucionaron allí con una mayor diversidad y rasgos más inusuales que en otras partes del mundo.
El esqueleto parcial está integrado por un maxilar derecho incompleto, con los dientes, el resto de 12 vértebras cervicales, incluyendo varias costillas cervicales, la parte de siete dorsales y de sus costillas, una espina dorsal del sacra, un cuerpo sacral, seis caudales, varios arcos hemales, la pieza de ambos omóplatos, ambas placas del esternón, la porción distal de un isquion izquierdo, ambos húmeros, el segundo y el cuarto metacarpano derecho, el peroné incompleto, un osteodermo, y varios huesos no identificados. Este espécimen MN 5013-V se guardaba en el Museo Nacional de Brasil, Río de Janeiro, en Brasil antes del incendio que lo destruyó el 2 de septiembre de 2018. En 2016, un nuevo espécimen que comprende un dentario y dientes fue descrito como perteneciente a Maxakalisaurus. El análisis filogenético recuperó a Maxakalisaurus como una Aelosaurínído junto con Aeolosaurus y Gondwanatitan.

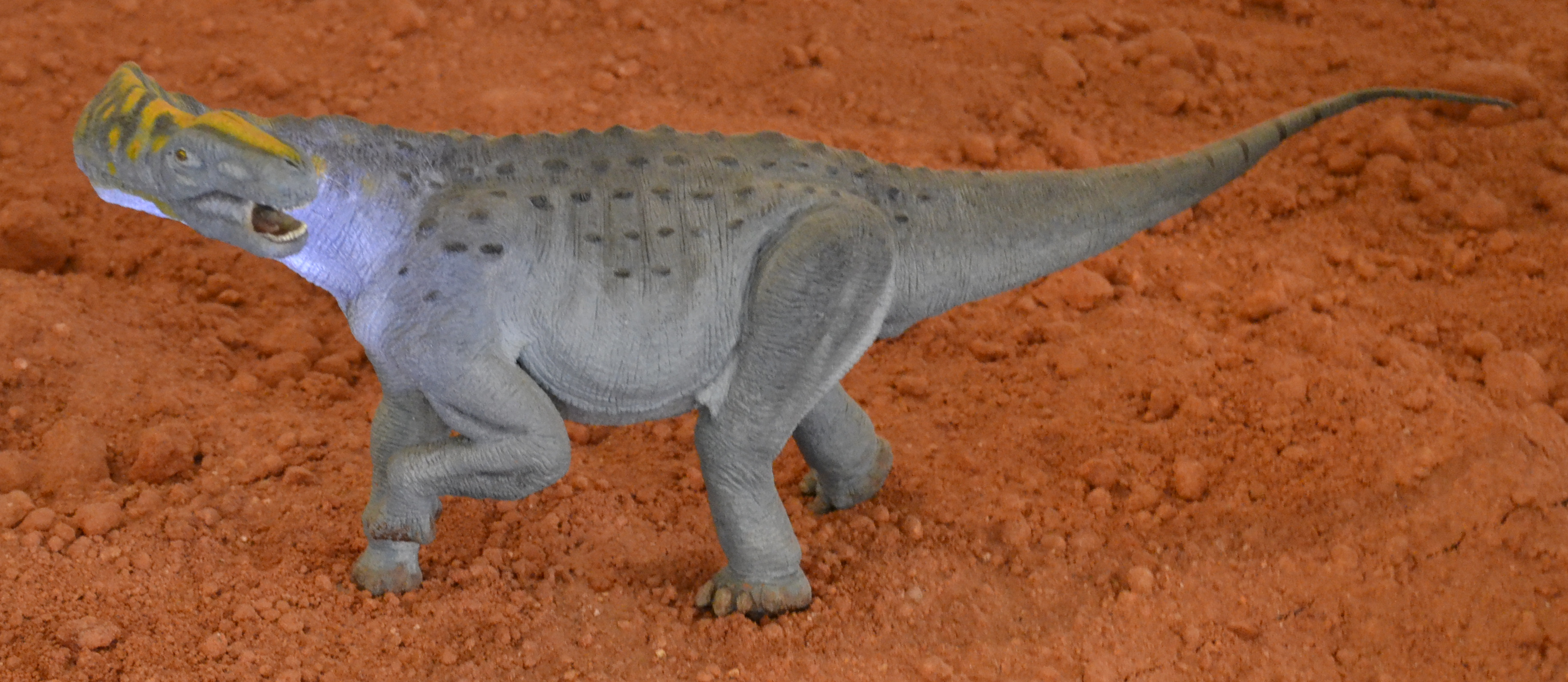
Modelo de Maxakalisaurus
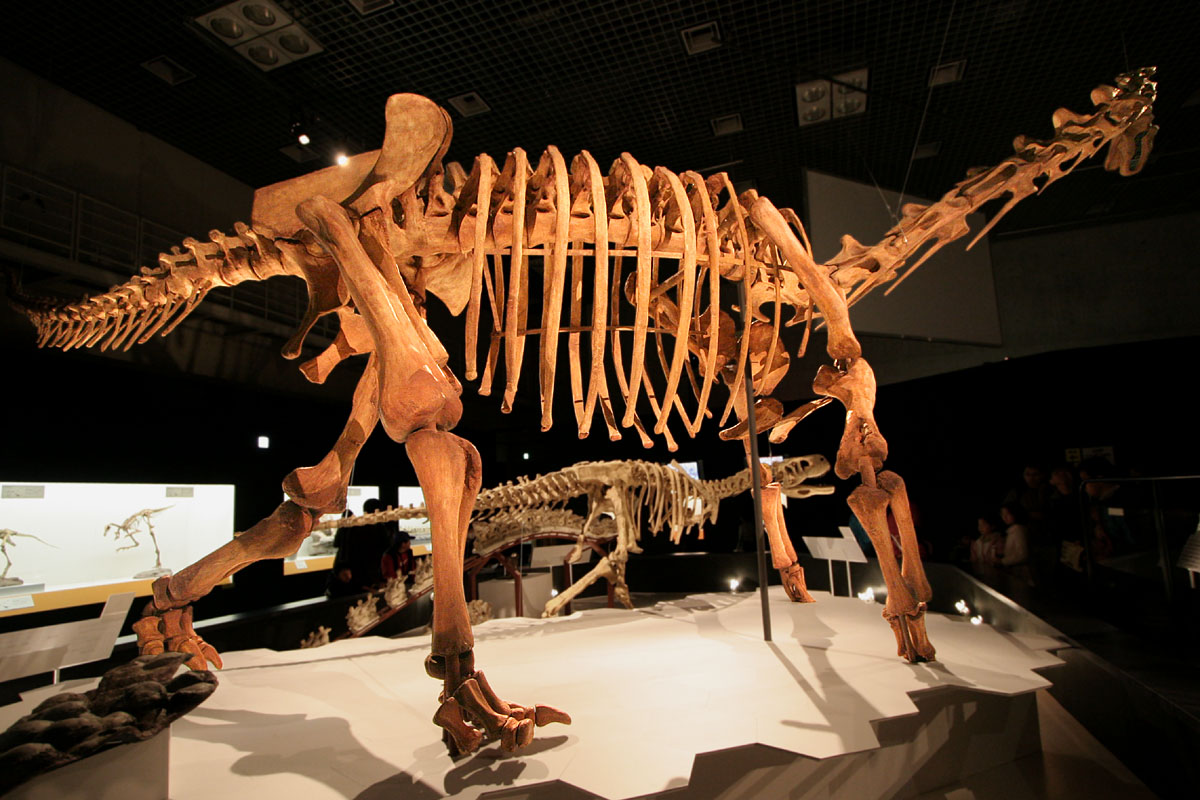
Detalle del esqueleto.
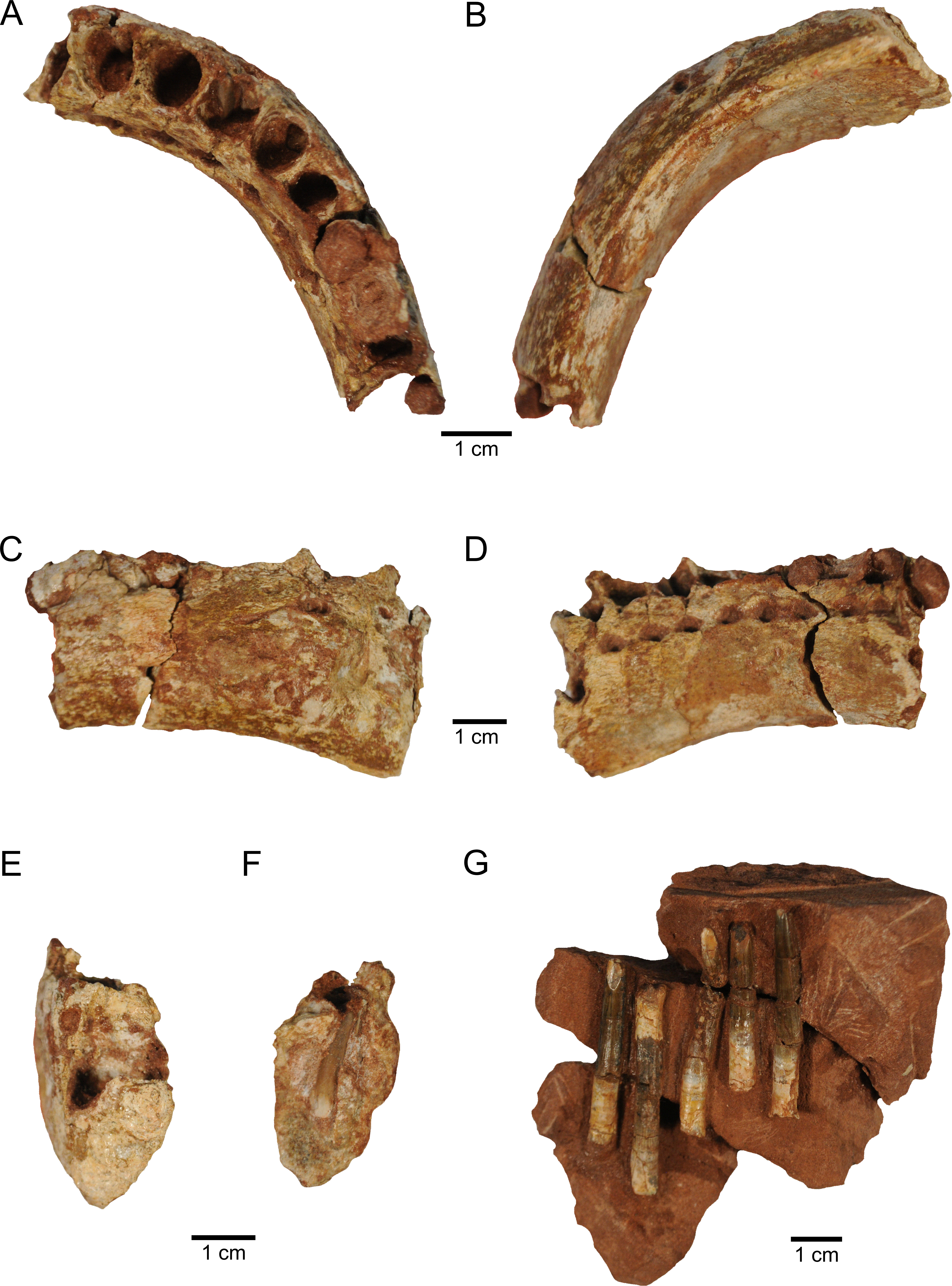
Múltiples vistas de la mandíbula.